# Ryszard Skrobek
Ryszard Skrobek (ur. 4 lipca 1951 w Oleśnicy, zm. 28 stycznia 2023) – polski szachista, mistrz międzynarodowy oraz arcymistrz w grze korespondencyjnej.

## Kariera szachowa
Był sprawcą największej niespodzianki w historii indywidualnych mistrzostw Polski. W 1977 roku w Piotrkowie Trybunalskim jako stosunkowo mało znany szachista w przekonującym stylu wygrał finał mistrzostw Polski rozgrywany systemem szwajcarskim, wyprzedzając Włodzimierza Schmidta i Aleksandra Sznapika. W latach 1975–1987 sześciokrotnie uczestniczył w finałowych turniejach o mistrzostwo kraju. Brał udział w kilkunastu turniejach międzynarodowych. Za wyniki osiągnięte w latach 1977 (I miejsce w Hradcu Kralovem) i 1978 (I miejsce w turnieju na Kubie) Międzynarodowa Federacja Szachowa przyznała mu tytuł mistrza międzynarodowego. W 1979 r. reprezentował Polskę na rozegranym w Warszawie turnieju strefowym (eliminacji mistrzostw świata). W 1985 r. zwyciężył (wspólnie z Franciszkiem Borkowskim) w memoriale Jerzego Dreszera w Gdyni.
Najwyższy ranking w karierze osiągnął 1 stycznia 1978 r., z wynikiem 2460 punktów zajmował wówczas 3. miejsce (za Włodzimierzem Schmidtem i Janem Adamskim) wśród polskich szachistów.
Nad grę w turniejach przedkłada szachy korespondencyjne, w których należy do światowej czołówki (jest arcymistrzem szachów korespondencyjnych) (tytuł otrzymał w 1990 roku). W 1983 r. zwyciężył w finale indywidualnych mistrzostw Polski w grze korespondencyjnej. W 13. finale olimpiady szachowej (2009) zdobył brązowy medal.
Na liście rankingowej ICCF we wrześniu 2010 r. z wynikiem 2578 punktów zajmował 3. miejsce wśród polskich szachistów korespondencyjnych.